# Cá chép hồi khổng lồ
Cá chép hồi khổng lồ (danh pháp hai phần: Aaptosyax grypus) là một loài cá vây tia trong họ Cyprinidae, thuộc về chi đơn loài Aaptosyax. Nó là loài đặc hữu của khu vực trung lưu sông Mekong, trước đây từng có ở hạ lưu sông Mekong, từ cao nguyên Khorat tới Phnom Penh, nhưng gần đây chỉ thấy rất thưa thớt tại miền trung Lào và đông bắc Thái Lan, chủ yéu có ở những đoạn lòng sông mở rộng. Nguyên nhân suy giảm quần thể (tới 90% chỉ trong khoảng 10 năm) là do đánh bắt thái quá và suy giảm chất lượng moi trường sống.